# 国際連合安全保障理事会決議32
国際連合安全保障理事会決議32（こくさいれんごうあんぜんほしょうりじかいけつぎ32、英: United Nations Security Council Resolution 32, UNSCR32）は、1947年8月26日に国際連合安全保障理事会で採択された決議。インドネシア情勢に関して続く軍事行動を非難し先の決議第27号と第30号に基づき停戦を再要請した。

## 概要
8月4日に停戦がなされたにもかかわらず、インドネシア独立戦争における暴力（軍事行動、特にオランダ軍の攻撃）が継続されていることを非難し、双方（オランダとインドネシア）に国際連合安全保障理事会決議27を想起させたうえで、国際連合安全保障理事会決議30に基づく公約を履行するよう再要請したものである。
イギリスが棄権したが、残りの10国は賛成票を投じた。

## 詳細
以下はその和訳。
安全保障理事会が
インドネシア共和国の領土で軍事行動が継続されていることを考慮して、
1. オランダ政府およびインドネシア共和国政府に対し、停戦命令および紛争の平和的解決に関する1947年8月1日付の決議第27号（1947年）を想起する。
2. オランダ政府およびインドネシア共和国政府に対し、1947年8月1日の安全保障理事会の勧告を厳守するよう求める。